# ヴェロニカ・ゲリン (映画)
『ヴェロニカ・ゲリン』（Veronica Guerin）は、ジェリー・ブラッカイマー製作、ジョエル・シュマッカー監督による2003年のアメリカ映画。タッチストーン・ピクチャーズ作品。
アイルランドのダブリンで麻薬犯罪を追及し続け、1996年に犯罪組織に銃撃され命を落とした実在の女性ジャーナリスト、ヴェロニカ・ゲリンの半生をケイト・ブランシェット主演で描いた作品。ゴールデングローブ賞主演女優賞 （ドラマ部門）ノミネート。

## ストーリー
1994年、アイルランドでは麻薬関連の犯罪が急増しており、常習者は青少年を含む1万5千人とも言われていた。
この年、サンデー・インディペンデント紙の女性ジャーナリストであるヴェロニカ・ゲリンは麻薬犯罪に関する記事を書き始めた。彼女はギャングと麻薬の関係を突き止めるために裏社会に深く踏み入ったため、種々の脅迫や暴行を受けることになる。
これに屈しない彼女を恐れた麻薬の元締めであるジョン・ギリガンは、1996年6月26日に刺客を放ち、ヴェロニカはその凶弾に倒れた。しかし、彼女の死を契機にアイルランド国内に麻薬犯罪撲滅の気運が高まり、憲法改正等も行われ麻薬犯罪は減少した。

## キャスト
| 役名               | 俳優                     | 日本語吹替 |
| ------------------ | ------------------------ | ---------- |
| ヴェロニカ・ゲリン | ケイト・ブランシェット   | 塩田朋子   |
| ジョン・ギリガン   | ジェラード・マクソーリー | 勝部演之   |
| ジョン・トレイナー | キアラン・ハインズ       | 廣田行生   |
| バーニー・ゲリン   | ブレンダ・フリッカー     | 谷育子     |
| クリス・マリガン   | ドン・ウィーチェリー     | 小森創介   |
| グレアム・ターレイ | バリー・バーンズ         | 大滝寛     |
| カハル・ターレイ   | サイモン・オドリスコール | 菅光輝     |
| 刺青の青年         | コリン・ファレル         | 関貴昭     |

- その他の声の吹き替え：福田信昭／後藤哲夫／稲葉実／遊佐浩二／火野カチコ／姫野惠二／竹村叔子／中博史／長克巳／田中英樹／奥田啓人／伊丸岡篤／勝杏里／葛谷知花／よのひかり／細野雅世／斧アツシ／上別府仁資／大野エリ／上野一舞

## 主な賞歴

### ノミネート
- 第61回ゴールデングローブ賞：主演女優賞（ドラマ部門）